# RBW (Unternehmen)
RBW (Hangul:알비더블유; ein Akronym for Rainbowbridge World oder auch Rainbow Bridge World) ist eine südkoreanische Unterhaltungsagentur. Gegründet wurde sie 2010 von Kim Jin-woo (Hangul: 김진우) und Kim Do-hoon (Hangul: 김도훈) Das Label hat beispielsweise Mamamoo unter Vertrag.

## Geschichte
Kim Jin-woo war ursprünglich der leitende Regisseur von Cube Entertainment's Music Cube. Er gründete AN Bridge, Rainbow Bridge Academy und ENB Academy Practical Music Academy, welche er unter dem Namen Modern & Bridge vereinte. Am 5. März 2010, gründete er die OEM-Gesellschaft, Rainbow Bridge Agency, deren Ziel es war auch Interessierten die keine hauseigenen Trainees waren ein ausgewogenes Training zu ermöglichen.
Im August 2011, traten Hwang Sung-jin (ehemaliger Produzent von Music Cube) als Repräsentant und Kim Do-hoon (Ehemaliger Regisseur bei Music Cube) als Regisseur Modern & Bridge bei.
Im März 2012, startete Kim Do-hoon eine Zusammenarbeit mit Rainbow Bridge Agency's etabliertem Musiklabel, WA Entertainment.
Am 16. August 2012, hatte das Hip Hop Trio Phantom  in Zusammenarbeit mit Brand New Music ihr Debüt unter WA Entertainment. Im Dezember 2012 trat das Hip Hop Duo Geeks WA Entertainment bei.
Am 18. Juni 2014, debütierte WA Entertainments erste Girlgroup mit dem Namen Mamamoo.
Im August 2014, hatte die Songwriterin Esna ihr Debüt als Solo-Künstlerin unter WA Entertainment.
Im September 2014 starteten WA Entertainment und TSN Entertainment das Projekt OBROJECT, ein Duo bestehend aus 2 Brüdern.
Im März 2015 schlossen sich WA Entertainment und Rainbow Bridge Agency zu RBW (Akronym für Rainbowbridge World) zusammen. Im September 2015, unterschrieb Yangpa einen Vertrag bei RBW. Im Dezember 2015 kamen noch die beiden Rapper Basick und Big Tray dazu.
Im Juni 2016 unterschrieb Monday Kiz einen Vertrag bei RBW und am 12. Juli 2016 debütierte die Gruppe Vromance unter RBW.
Am 9. Juni 2017 gab RBW bekannt, dass die Rock-Gruppe M.A.S 0094 dem Label beigetreten war und ab sofort nur noch MAS heißen würde (Akronym für Make A Sound).
Im Juni 2018 kündigte RBW an, dass die beiden Gruppen MAS und RBW BOYZ ihr Re-Debüt als "ONEWE" und "ONEUS" haben werden
Im Oktober 2018 debütierte die Künstlerin Jin-Ju unter RBW.
Am 9. Januar 2019 re-debütierte ONEUS und am 13. Mai folgte ONEWE.
Im Februar 2020 debütierte die vietnamesische Boygroup D1VERSE.
Am 15. März 2021 debütierte Purple Kiss mit dem Song Ponzona.
Am 7. April 2021 wurde bekannt gegeben, dass RBW mehr als 70 % der Anteile an WM Entertainment erworben hat. RBW übernahm WM Entertainment als Tochtergesellschaft und sicherte sich deren Managementrechte.

## Tochtergesellschaften

### Sub-Labels

#### Cloud R
Am 27. Mai 2016 gründeten RBW in Zusammenarbeit mit Lee Seong-yeon das unabhängige Sub-Label Cloud R. Die Gruppe M.A.S 0094, eine Rockband mit 5 Mitgliedern wurde ursprünglich von Cloud R gemanagt, ging 2017 dann allerdings an RBW über wo sie 2019 ihr Re-Debüt als Onewe hatten.

#### All Right Music
All Right Music ist ein unabhängiges Hip Hop Label, welches von dem Rapper Basick und RBW-Produzent Im Sang-hyuk geleitet wird. Gegründet im März 2017, wurde das Label zu RBWs Abteilung für die Hip-Hop-Szene. Die ersten Künstler unter All Right Music waren unter anderem: Big Tray, Marvel J und B.O.

#### RBW Vietnam
2016 gründete RBW eine Sub-Agentur in Vietnam, als Gemeinschaftsunternehmen mit Naver, um auch Auditions in dieser Region abhalten zu können. Das Label stellte seine erste Künstlerin Jin Ju, eine koreanische Studentin, welche 2018 die vietnamesische Version der TV-Show Masked Singer gewann, mit der Debüt-Single "Petal" vor, die sowohl in Koreanisch, als auch auf Vietnamesisch veröffentlicht wurde.
RBW rief im Februar 2020 die Gruppe D1Verse ins Leben. Die Gruppe bestand nur aus vietnamesischen Künstlern und war zeitgleich die erste Gruppe von einem K-Pop Label die in Vietnam sowohl produziert als auch gemanagt wird.

#### RBW Japan
Im Jahre 2017 gründete RBW den japanischen Gegenpart zu RBW Vietnam, welcher sich zukünftig auf den japanischen Musikmarkt beziehen sollte. RBW kündigte Mamamoo's japanisches Debüt für den Oktober 2018 an, bei welchem sie zusammen mit dem lokalen Label Victor Entertainment als Distributor arbeiteten. Oneus und Onewe zogen bald nach und hatten ihr japanisches Debüt 2019, jeweils mit Kiss Entertainment und Gem records als Distributor.
2020 kündigte RBW Japan die Aufstellung der männlichen Trainee-Band mit dem Namen "RBW JBOYZ" an, welcher eine Mischung aus dem "J" für japanisch (Englisch: Japanese) und dem ehemaligen Namen der Gruppe Oneus, "RBW BOYZ" ist. Es ist die erste Gruppe unter Rainbowbridge World, welche nur aus japanischen Mitgliedern besteht.

#### Modern RBW
Der RBW-Produzent Kim Hyunkyu und die Modern K Music Academy vereinten sich um das neue Sub-Label "Modern RBW" zu gründen dessen Ziel es ist aufstrebende Künstler mit einer Reihe von Single-Veröffentlichungen zum Erfolg zu verhelfen.

#### WM Entertainment
Im Jahr 2021 gab RBW die Übernahme von WM Entertainment bekannt.

## Künstler

### RBW

#### Gruppen
- Mamamoo
- Vromance
- Oneus
- Onewe
- Purple Kiss

#### Solo-Künstler
- Wheein
- Moonbyul
- Hwasa
- Solar

### RBW Vietnam

#### Gruppen
- D1Verse

### WM Entertainment

#### Gruppen
- B1A4
- Oh My Girl
- ONF
- USPEER

#### Solo-Künstler
- Lee Chae-yeon
- Sandeul
- YooA

## Songwriter
- Kim Do-hoon (Chief Executive Producer & Co-CEO, Hauptproduzent von Mamamoo)
- Lee Hoon-Sang
- Park Woo-sang (Mitglied der Produzenten-Gruppe Masked Knights)
- Cosmic Sound & Cosmic Girl
- Seo Yong-bae (Mitglied der Produzenten-Gruppe Masked Knights und des Produzenten-Duetts Igi-yongbae)
- Hwang Sung-jin
- Lee Sang-ho (Mitglied der Produzenten-Gruppe Masked Knights, Hauptproduzent von Oneus)
- Kim Hyun Kyu (Präsident von Modern RBW und CEO der Modern K Practical Music Academy)
- Choi Gap Won
- Kwon Suk-hong (Regisseur von Rb-inj)
- Choi Yong-chan (nebenbei aktiv als Indie Singer-Songwriter lunCHbox)
- Yun Young-jun
- Im Sang-hyuck (Präsident von All Right Music, Mitglied der Produzenten-Gruppe Firebat)
- Song Jun-ho
- Kim Ki-hyun (auch bekannt als Cosmic Sound)
- Jeon Da-woon (Main Producer of Onewe)
- Mingkey
- Park Ji-young (auch bekannt als Davve, Hauptproduzent von Purple Kiss)

Quelle rbbridge.com:

## Auszeichnungen

### 2014
- Melon Music Awards - "Lyricist of the Year" [CEO Kim Do Hoon]
- Gaon Chart KPop Awards - "Lyricist of the Year" [CEO Kim Do Hoon]

### 2015
- Korean Ministry of Commerce, Industry & Energy - Young Entrepreneur [CEO Kim Jin Woo]

### 2017
- Soribada Best K-Music Awards - Best Producer [Seo Yong Bae and Iggy]

### 2018
- Soribada Best K-Music Awards - Best Producer [CEO Kim Do Hoon]

### 2019
- Korean Ministry of Culture, Sport, and Tourism - Minister's Prize [CEO Kim Jin Woo]

### 2020
- 17th Korea Startup Award - Minister of Small and Medium Venture Business Award [CEO Kim Jin Woo]
- Soribada Best K-Music Awards - Best Producer [CEO Kim Do Hoon]

## Ehemalige Künstler
- Esna (2014–2017)
- Yangpa (2015–2018)
- Monday Kiz (2016–2018)

Mitverwaltete
- Geeks (2012–2016) (zusammen mit HOW Entertainment)
- Phantom (2012–2017) (zusammen mit Brand New Music)
- P.O.P (2017–2018) (zusammen mit DWM Entertainment)
- OBROJECT (zusammen mit TSN Entertainment) (2014–2019)
- Duckfuss Entertainment (2020–2021)
  - Kim Yuna
  - Obze
  - OYEON

RBW Vietnam
- Jin-Ju (2018–2020)[21]

All Right Music
- Basick (2015–2018)
- B.O. (2017–2020)
- Big Tray (2015-¿¿??)
- Marvel J (2017-¿¿??)